# 韦泽芳
韦泽芳（1932年10月—），原名韦明忠，男，广东琼山（今属海南）人，中华人民共和国政治人物，曾任中共海南省委常委、政法委书记，海南省人大常委会副主任。后被开除党籍。